# 삼지전자
삼지전자(Samji Electronics Co. Ltd.)는 대한민국의 통신장비 기업이다. 무선통신중계기, 이차전지 충방전시스템 등을 제조한다
본사는  경기도 화성시 금곡로 63-27 (금곡동 583-2)에 위치해 있으며 대표이사는 박두진, 이태훈이다.
 LGU+의 메인 벤더로서 무선중계기 분야 에서는 (LGU+내 60%의 점유율을 차지하고 있다

## 자회사
- 에스에이엠티[5]
- 세일이엔에스[6]

## 참고 문헌
1. ↑  박준호, 삼지전자·노키아 “오픈랜 기술 검증 완료…국내 생태계 열어줘야”, 전자신문, 2023-06-28
2. ↑  이준상, 한국IR협의회 기술분석보고서-삼지전자, 2020-07-30
3. ↑  삼지전자, 상반기 영업익 274억원…전년비 40.3%, 디일렉,
4. ↑  이지훈, SK COMPANY Analysis-삼지전자, 2018-01-29
5. ↑  삼지전자, 자회사 실적 개선..PER 6배 : 뉴스, 아이투자, 15년 12월 1일
6. ↑  하나투자증권, 2018년 1월 16일, Equity Research-삼지전자